# Метеорит

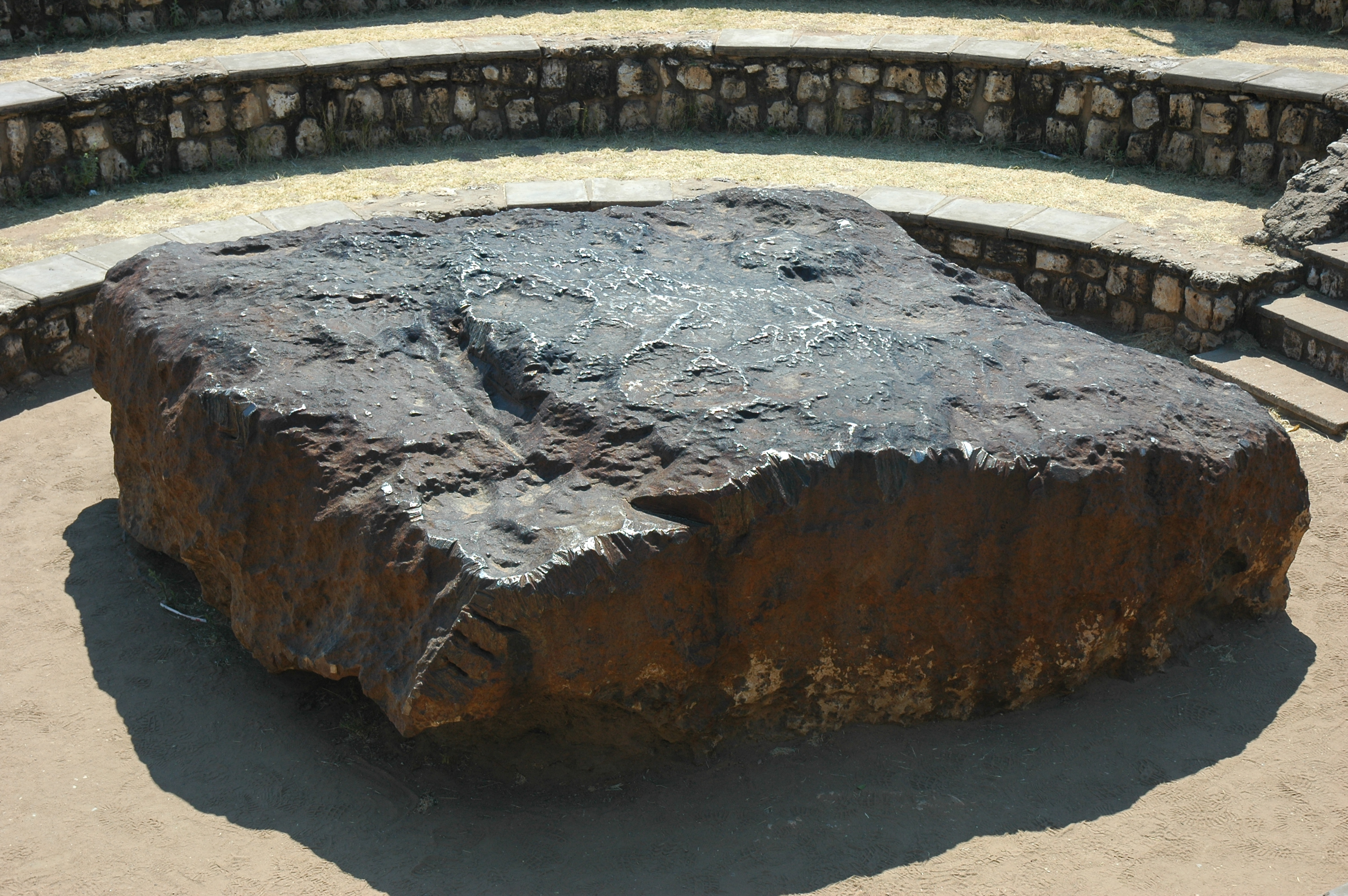
Гоба — крупнейший из найденных метеоритов и железных природных тел

Метеори́т (греч. Μετεώρος — поднятый в воздух, в ранних русскоязычных источниках упоминается как воздушный камень) — тело космического происхождения, достигшее поверхности Земли или другого крупного небесного тела.
Большинство найденных метеоритов имеют массу от нескольких граммов до нескольких десятков тонн (крупнейший из найденных метеоритов — Гоба, масса которого, по подсчётам, составляла около 60 тонн). Полагают, что в сутки на Землю падает 5—6 тонн метеоритов, или 2 тысячи тонн в год.

## Терминология

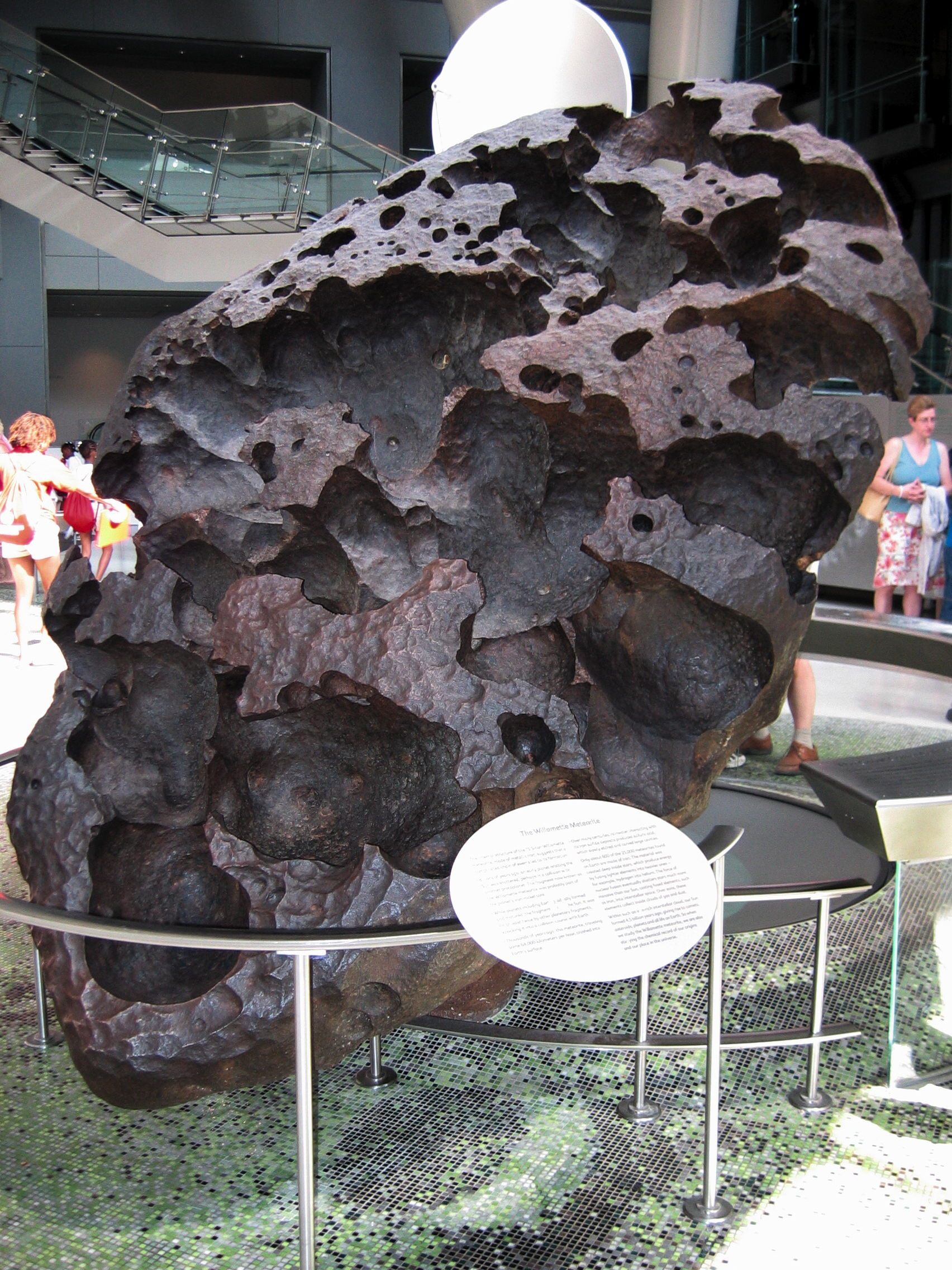
Уилламетт (метеорит)

Космическое тело размером до 30 метров называется метеорным телом, или метеороидом. Более крупные тела называются астероидами.
Явления, порождаемые при прохождении метеорными телами через атмосферу Земли, носят названия метеоров или, в общем случае, метеоритным дождём; особо яркие метеоры называют болидами.
Твёрдое тело космического происхождения, упавшее на поверхность Земли, называется метеоритом.
На месте падения крупного метеорита может образоваться кратер (астроблема). Один из самых известных кратеров в мире — Аризонский. Предполагается, что наибольший метеоритный кратер на Земле — Кратер Земли Уилкса (диаметр около 500 км).
Другие исторические названия метеоритов: аэролиты, сидеролиты, уранолиты, метеоролиты, бэтилии, небесные, воздушные, атмосферные или метеорные камни и т. д.
В статье «Метеорит и метеороид: новые полные определения» в журнале «Meteoritics & Planetary Science» в январе 2010 года авторы приводят большое количество исторических определений термина метеорит и предлагают научному сообществу следующие обоснованные определения:
- Метеорит: природный твёрдый объект размером больше чем 2 мм, происходящий от небесного тела, доставленного природным путём от материнского тела на котором оно было сформировано, в область вне доминирующего гравитационного влияния материнского тела, и которое позже столкнулось с природным телом или телом искусственного происхождения, имеющим размеры большие чем это тело (даже если это то же самое материнское тело, от которого небесное тело отделилось). Климатические процессы не влияют на статус объекта как метеорита до тех пор, пока остается что-либо распознаваемое в его изначальных минералах или структуре. Объект теряет статус метеорита, если он объединяется с более крупным «камнем», который сам становится метеоритом.
- Микрометеорит: метеорит размером от 10 мкм до 2 мм.

## История исследования
В конце XVIII века Парижская академия наук отказала метеоритам в космическом происхождении (и падении с неба). Этот эпизод истории на протяжении двух веков представляется как образец косности и недальновидности официальной науки, хотя, в сущности, таковым не является. Представители академии исследовали образец хондрита, упавшего во время грозы и потому считавшегося местным населением «грозовым камнем» (мифическим камнем, материализующимся из молнии в воздухе). Учёные провели минералогический и химический анализы метеорита, однако этого недостаточно для того, чтобы подтвердить его космическую природу, а соответствующие астрономические открытия были совершены несколько десятилетий спустя. Поэтому академики были вынуждены либо признать реальность «грозового камня» из крестьянских поверий, либо проигнорировать тот факт, что метеорит упал с неба, и признать его земным минералом. Они выбрали второй, логичный вариант.

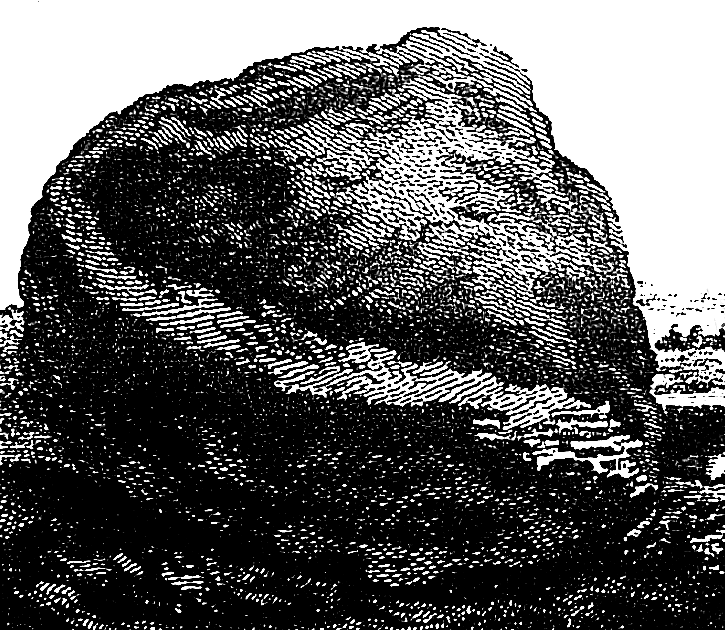
Первый рисунок метеорита, 1788

«Палласово железо» было найдено в 1773 году и описано как «самородное железо». Э. Хладни впервые научно обосновал идею о внеземном происхождении Палласова железа в книге 1794 года: «О происхождении найденной и других подобных ей железных масс и о некоторых связанных с этим явлениях природы». Эта работа легла в основу развившейся впоследствии науки — метеоритики, а железо-каменные метеориты такого класса стали называть палласитами.
Н. Г. Норденшёльд первым провёл химический анализ метеорита в 1821 году и установил единство земных и внеземных элементов.
Изучением метеоритов занимались российские академики В. И. Вернадский, А. Е. Ферсман, известные энтузиасты исследования метеоритов П. Л. Драверт, Л. А. Кулик, Е. Л. Кринов и многие другие.
В АН СССР был создан специальный Комитет по метеоритам, который руководит сбором, изучением и хранением метеоритов — метеоритная коллекция.
В 2016 году сотрудники Института ядерной физики СО РАН создали рентгеновскую установку, с помощью которой можно исследовать внутреннюю структуру метеорита.

## Процесс падения метеорных тел на Землю

Фазы полета от входа в атмосферу до падения: Метеороид − Метеор (Болид) − Метеорит

Метеорное тело входит в атмосферу Земли на скорости от 11,2 до 72 км/с. Причём нижний предел — это скорость убегания от Земли, а верхний — скорость убегания из Солнечной системы (42 км/с), сложенная со скоростью орбитального движения Земли (30 км/с). На такой скорости начинается его разогрев и свечение. За счёт абляции (обгорания и сдувания набегающим потоком частиц вещества метеорного тела) масса тела, долетевшего до поверхности, может быть меньше, а в некоторых случаях значительно меньше его массы на входе в атмосферу. Например, небольшое тело, вошедшее в атмосферу Земли на скорости 25 км/с и более, сгорает почти без остатка. При такой скорости вхождения в атмосферу из десятков и сотен тонн начальной массы до поверхности долетает всего несколько килограммов или даже граммов вещества. Следы сгорания метеорного тела в атмосфере можно найти на протяжении почти всей траектории его падения.
Если метеорное тело не сгорело в атмосфере, то по мере торможения оно теряет горизонтальную составляющую скорости. Это приводит к изменению траектории падения от часто почти горизонтальной в начале до практически вертикальной в конце. По мере торможения свечение метеорного тела падает, оно остывает (часто свидетельствуют, что метеорит при падении был тёплый, а не горячий).
Кроме того, может произойти разрушение метеорного тела на фрагменты, что приводит к выпадению метеоритного дождя. Разрушение некоторых тел носит катастрофический характер, сопровождаясь мощными взрывами, и нередко не остаётся макроскопических следов метеоритного вещества на земной поверхности, как это было в случае с Тунгусским болидом. Предполагается, что такие метеориты могут представлять собой остатки кометы.
При соприкосновении метеорита с земной поверхностью на больших скоростях (порядка 2000-4000 м/с) происходит выделение большого количества энергии, в результате метеорит и часть горных пород в месте удара испаряются, что сопровождается мощными взрывными процессами, формирующими крупный округлый кратер, намного превышающий размеры метеорита, а большой объём горных пород испытывает импактный метаморфизм. Хрестоматийным примером этому служит Аризонский кратер.
При небольших скоростях (порядка сотен м/с) столь значительного выделения энергии не наблюдается, диаметр образующегося ударного кратера сравним с размерами самого метеорита, и даже крупные метеориты могут хорошо сохраниться, как например метеорит Гоба.

## Внешние признаки

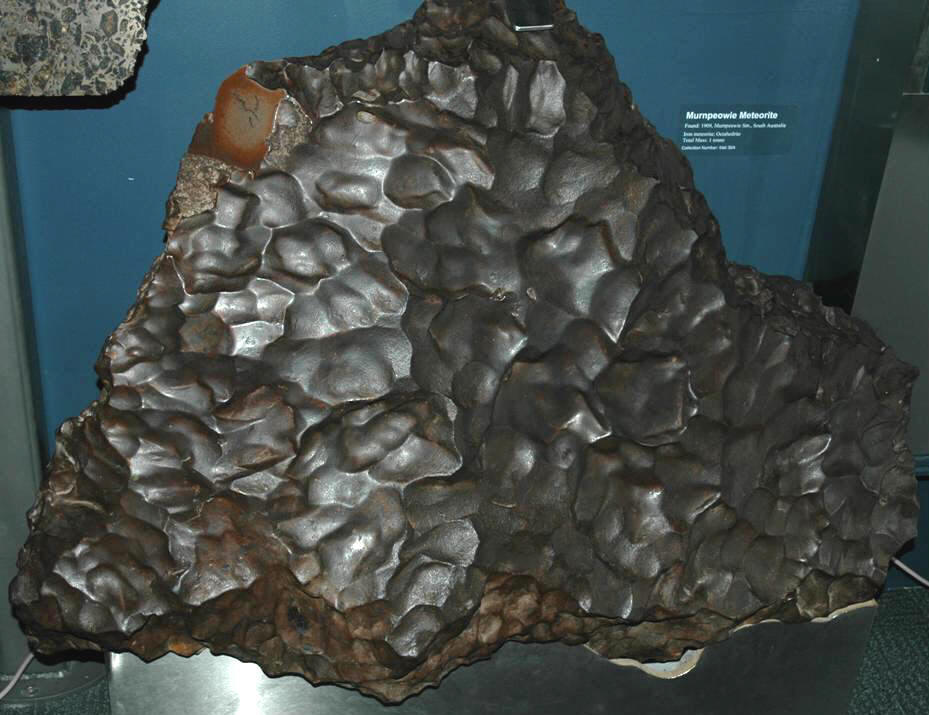
Murnpeowie: железный метеорит с ярко выраженными регмаглиптами

Основными внешними признаками метеорита являются кора плавления, регмаглипты и магнитность. Кроме того, метеориты, как правило, имеют неправильную форму (хотя встречаются и округлые или конусообразные метеориты).
Кора плавления образуется на метеорите при его движении через земную атмосферу, в результате которого он может нагреться до температуры около 1800°. Она представляет собой подплавленный и вновь затвердевший тонкий слой вещества метеорита. Как правило, кора плавления имеет чёрный цвет и матовую поверхность; внутри же метеорит более светлого цвета.
Регмаглипты представляют собой характерные углубления на поверхности метеорита, напоминающие отпечатки пальцев на мягкой глине. Они также возникают при движении метеорита сквозь земную атмосферу, как следствие абляционных процессов.
Метеориты обладают магнитными свойствами, причём не только железные, но и каменные. Объясняется это тем, что в большинстве каменных метеоритов имеются включения никелистого железа.

## Классификация

### Классификация по составу
Метеориты по составу делятся на три группы:
| Каменные  | Железные           | Железо-каменные |
| --------- | ------------------ | --------------- |
| хондриты  | метеоритное железо | палласиты       |
| ахондриты |                    | мезосидериты    |

Наиболее часто встречаются каменные метеориты (92,8 % падений). Они состоят в основном из силикатов: оливинов (Fe, Mg)2[SiO4] (от фаялита Fe2[SiO4] до форстерита Mg2[SiO4]) и пироксенов (Fe, Mg)2Si2O6 (от ферросилита Fe2Si2O6 до энстатита Mg2Si2O6).
Подавляющее большинство каменных метеоритов (92,3 % каменных, 85,7 % общего числа падений) — хондриты. Хондритами они называются, поскольку содержат хондры — сферические или эллиптические образования преимущественно силикатного состава. Большинство хондр имеет размер не более 1 мм в диаметре, но некоторые могут достигать и нескольких миллиметров. Хондры находятся в обломочной или мелкокристаллической матрице, причём нередко матрица отличается от хондр не столько по составу, сколько по кристаллическому строению. Состав хондритов практически полностью повторяет химический состав Солнца, за исключением лёгких газов, таких как водород и гелий. Поэтому считается, что хондриты образовались непосредственно из протопланетного облака, окружающего Солнце, путём конденсации вещества и аккреции пыли с промежуточным нагреванием.
Ахондриты составляют 7,3 % каменных метеоритов. Это обломки протопланетных (и планетных?) тел, прошедшие плавление и дифференциацию по составу (на металлы и силикаты).
Железные метеориты состоят из железо-никелевого сплава. Они составляют 5,7 % падений.
Железо-силикатные метеориты имеют промежуточный состав между каменными и железными метеоритами. Они сравнительно редки (1,5 % падений).
Ахондриты, железные и железо-силикатные метеориты относят к дифференцированным метеоритам. Они предположительно состоят из вещества, прошедшего дифференцировку в составе астероидов или других планетных тел. Раньше считалось, что все дифференцированные метеориты образовались в результате разрыва одного или нескольких крупных тел, например планеты Фаэтона. Однако анализ состава разных метеоритов показал, что с большей вероятностью они образовались из обломков многих крупных астероидов.
- Ранее выделяли ещё тектиты, куски кремнистого стекла ударного происхождения. Но позже оказалось, что тектиты образуются при ударе метеорита о горную породу, богатую кремнеземом[20].

Кристаллы хибонита в метеоритах, образовавшиеся тогда, когда протопланетный диск только начал остывать, содержат гелий и неон.

### Классификация по методу обнаружения
- падения (когда метеорит находят после наблюдения его падения в атмосфере);
- находки (когда метеоритное происхождение материала определяется только путём анализа);

## Следы внеземной органики в метеоритах
Поиск спор бактерий в каменных метеоритах начал Ч. Липман
Углистый комплекс
Углеродосодержащие (углистые) метеориты имеют одну важную особенность — наличие тонкой стекловидной коры, образовавшейся, по-видимому, под воздействием высоких температур. Эта кора является хорошим теплоизолятором, благодаря чему внутри углистых метеоритов сохраняются минералы, не выносящие сильного нагрева — например, гипс.
Таким образом стало возможным при исследовании химической природы подобных метеоритов обнаружить в их составе вещества, которые в современных земных условиях являются органическими соединениями, имеющими биогенную природу:
- Насыщенные углеводороды
  - Изопреноиды
  - н-Алканы
  - Циклоалканы
- Ароматические углеводороды
  - Нафталин
  - Алкибензолы
  - Аценафтены
  - Пирены
- Карбоновые кислоты
  - Жирные кислоты
  - Бензолкарбоновые кислоты
  - Оксибензойные кислоты
- Азотистые соединения
  - Пиримидины
  - Пурины
  - Гуанилмочевина
  - Триазины
  - Порфирины

Наличие подобных веществ не позволяет однозначно заявить о существовании жизни вне Земли, так как теоретически при соблюдении некоторых условий они могли быть синтезированы и абиогенно.
С другой стороны, если обнаруженные в метеоритах вещества и не являются продуктами жизни, то они могут быть продуктами преджизни — подобной той, какая существовала некогда на Земле.
«Организованные элементы»
При исследовании каменных метеоритов обнаруживаются так называемые «организованные элементы» — микроскопические (5—50 мкм) «одноклеточные» образования, часто имеющие явно выраженные двойные стенки, поры, шипы и т. д.
На сегодняшний день не является неоспоримым фактом, что эти окаменелости принадлежат останкам каких-либо форм внеземной жизни. Но, с другой стороны, эти образования имеют такую высокую степень организации, которую принято связывать с жизнью.
Кроме того, такие формы не обнаружены на Земле.
Особенностью «организованных элементов» является также их многочисленность: на 1 г вещества углистого метеорита приходится примерно 1800 «организованных элементов».

## Наиболее известные метеориты
Некоторые интересные метеориты:
- Гоба — самый большой известный метеорит
- Ганседо[исп.] (вес 30,8 тонны) — второй по величине известный метеорит. Найден в сентябре 2016 года[25].
- Альенде — крупнейший углистый метеорит, найденный на Земле.
- Ливан[фр.] — самый большой метеорит, когда-либо найденный на Марсе[26].

### Крупные современные метеориты, обнаруженные на территории России
- Тунгусский феномен (на данный момент неясно именно метеоритное происхождение тунгусского феномена. Подробно см. в статье Тунгусский метеорит). Упал 30 июня 1908 года в бассейне реки Подкаменная Тунгуска в Сибири. Общая энергия оценивается в 40-50 мегатонн в тротиловом эквиваленте.
- Метеорит Царёв (метеоритный дождь). Упал предположительно 6 декабря 1922 г. вблизи села Царёв (ныне — Волгоградской области). Каменный метеорит. Многочисленные осколки собраны на площади около 15 км². Их общая масса 1,6 тонны. Самый крупный фрагмент весит 284 кг.
- Сихотэ-Алинский метеорит (общая масса осколков 30 тонн, энергия оценивается в 20 килотонн). Железный метеорит. Упал в Уссурийской тайге 12 февраля 1947 г.
- Витимский болид. Упал в районе посёлков Мама и Витимский Мамско-Чуйского района Иркутской области в ночь с 24 на 25 сентября 2002 года. Событие имело большой общественный резонанс, хотя общая энергия взрыва метеорита, по-видимому, сравнительно невелика (200 тонн тротилового эквивалента, при начальной энергии 2,3 килотонны), максимальная начальная масса (до сгорания в атмосфере) 160 тонн, а конечная масса осколков порядка нескольких сотен килограммов.
- Челябинский метеорит. Масса самого крупного осколка — 654 кг[27]. Падение метеорита вблизи города с крупными промышленными объектами произошло 15 февраля 2013 года в России, под Челябинском. Свидетелями падения метеорита стали тысячи жителей Костанайской области Казахстана, Тюменской, Курганской, Свердловской и Челябинской областей[28], при этом вследствие распространения ударной волны, образовавшейся при прохождении метеоритом плотных слоёв атмосферы со сверхзвуковой скоростью, в Челябинске около тысячи жителей были ранены осколками разбитых стёкол (двое — тяжело), пострадало около 7200 зданий: жилых домов, учебных заведений, лечебных и спортивных учреждений, социально-значимых объектов и др.[29]

Находка метеорита — довольно редкое явление. По данным лаборатории метеоритики ГЕОХИ РАН на 2006 год, на территории РФ за 250 лет было найдено всего 125 метеоритов.

## Крупные метеоритные кратеры
- Вредефорт в Южной Африке, самый большой ударный кратер на Земле(диаметр 300 км)

- Маникуаган (диаметр 100 км)
- Попигай кратер в России (диаметр 100 км)
- Акраман в Австралии (диаметр 90 км)
- Кратер Пингуалуит в Канаде (диаметр 3,4 км)
- Аризонский кратер в США (диаметр 1,2 км)

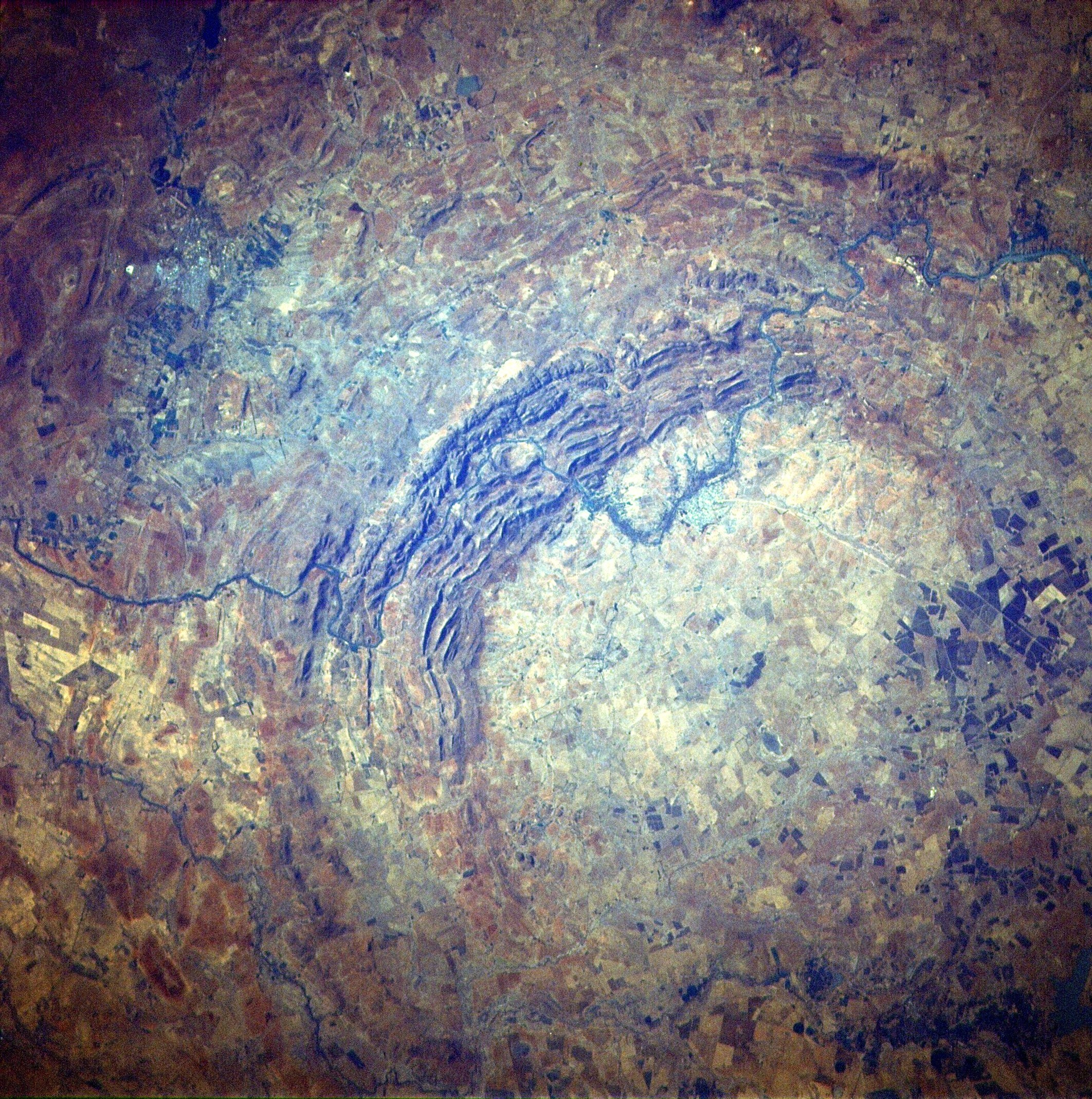
Кратер Вредефорт (300 км)
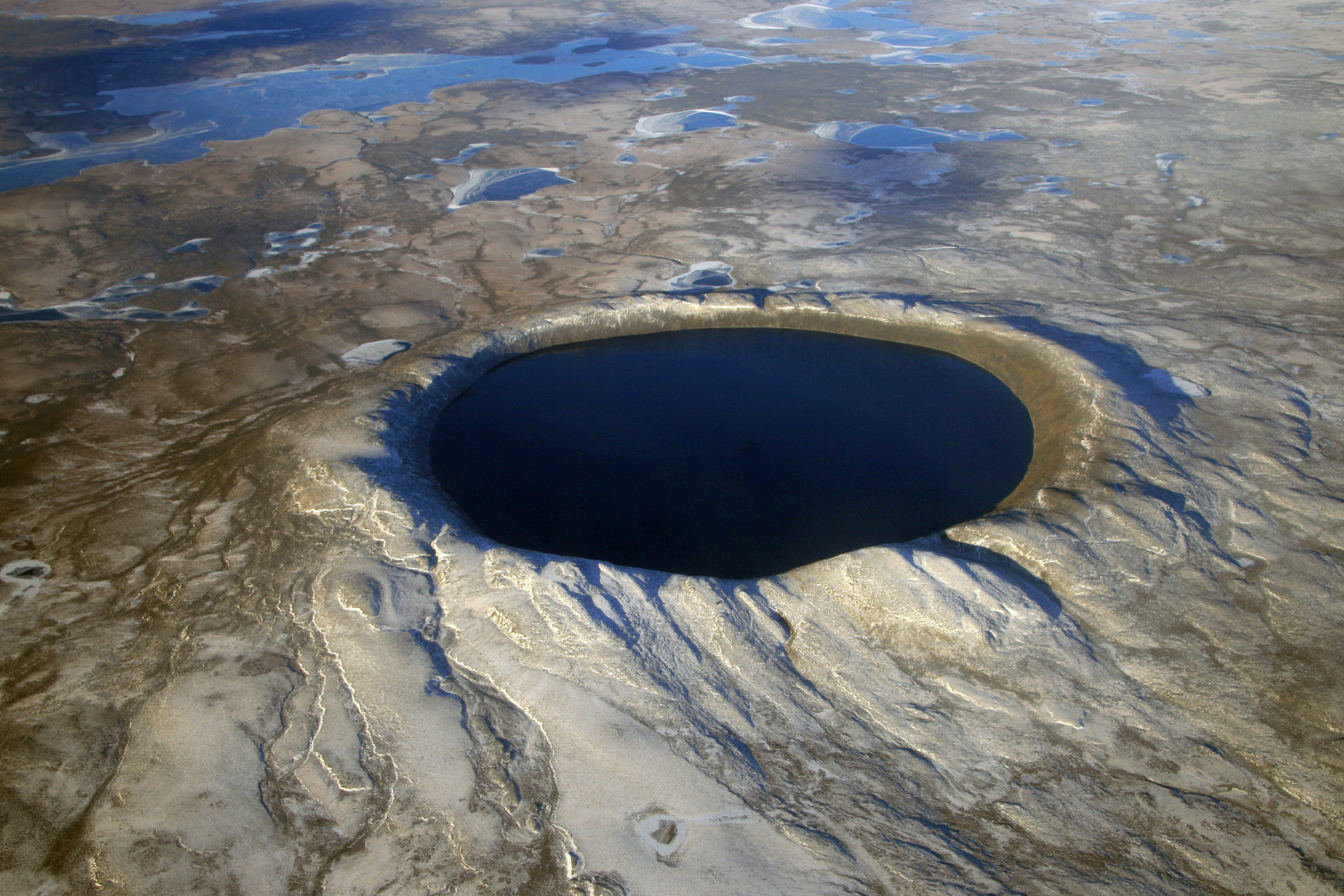
Кратер Пингалит (3,4 км)
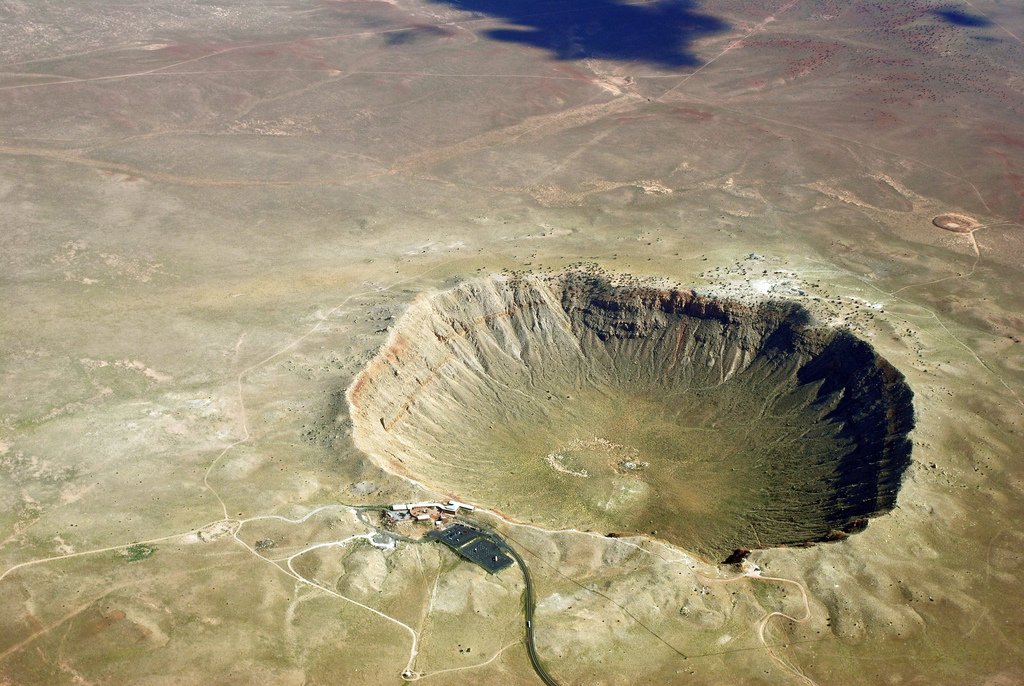
Кратер в Аризоне (1,2 км)

## Случаи попадания в людей
- Подтверждённый документально, первый случай смерти от метеорита произошел 22 августа 1888 года в Турции[31] (по другим данным — следующий за падением 1825 года[32]).
- 6 февраля 2016 года предположительно[33] зафиксирован первый в истории случай гибели человека от ударной волны при падении небесного тела. Метеорит упал рядом с одним из корпусов инженерного колледжа в индийском городе Веллуру. Погибшим был индиец, водитель автобуса по имени Камарадж, который проходил непосредственно мимо места падения. Кроме него было ранено три садовника. Ударной волной выбило стекла автобусов и зданий[34]. По другим данным, результатом трагедии был взрыв на земле[33].
- Задокументированный случай попадания метеорита в человека произошёл 30 ноября 1954 года в штате Алабама. Метеорит Силакога массой около 4 кг пробил крышу дома и рикошетом ударил Анну Элизабет Ходжес по руке и бедру. Женщина получила ушибы[35].
- Силакогский метеорит не был единственным внеземным объектом, ударившим человека. В 1992 году очень небольшой фрагмент (около 3 грамм) Мбальского метеорита ударил мальчика из Уганды, но, замедленный деревом, удар не причинил никакого вреда[36].